# سيم (مقاطعة تشيليابنسك)
سيم، أوبلاست تشيليابنسك (بالروسية: Сим) هي إحدى مدن روسيا في الكيان الفدرالي الروسي أوبلاست تشيليابنسك.

## أعلام
- إيجور خرشاتوف